# 特報!EXPOプレス
『特報!EXPOプレス』（とくほう エキスポプレス）は、2005年3月21日から同年9月23日まで中京テレビで放送された愛知万博（愛・地球博）関連の情報番組。同博覧会長久手会場からの生放送。

## 概要
中京テレビのアナウンサーたちが連日長久手会場で行われる様々な催し物を紹介していた番組で、彼らが会場内特設のサテライトスタジオから行う生の情報提供と、会場内パビリオン前などから行う現地生中継を主軸にしていた。
この番組の制作に携わっていたスタッフは、中京テレビやその関連会社からのほか、系列局の読売テレビからも派遣されていた。

## 放送時間

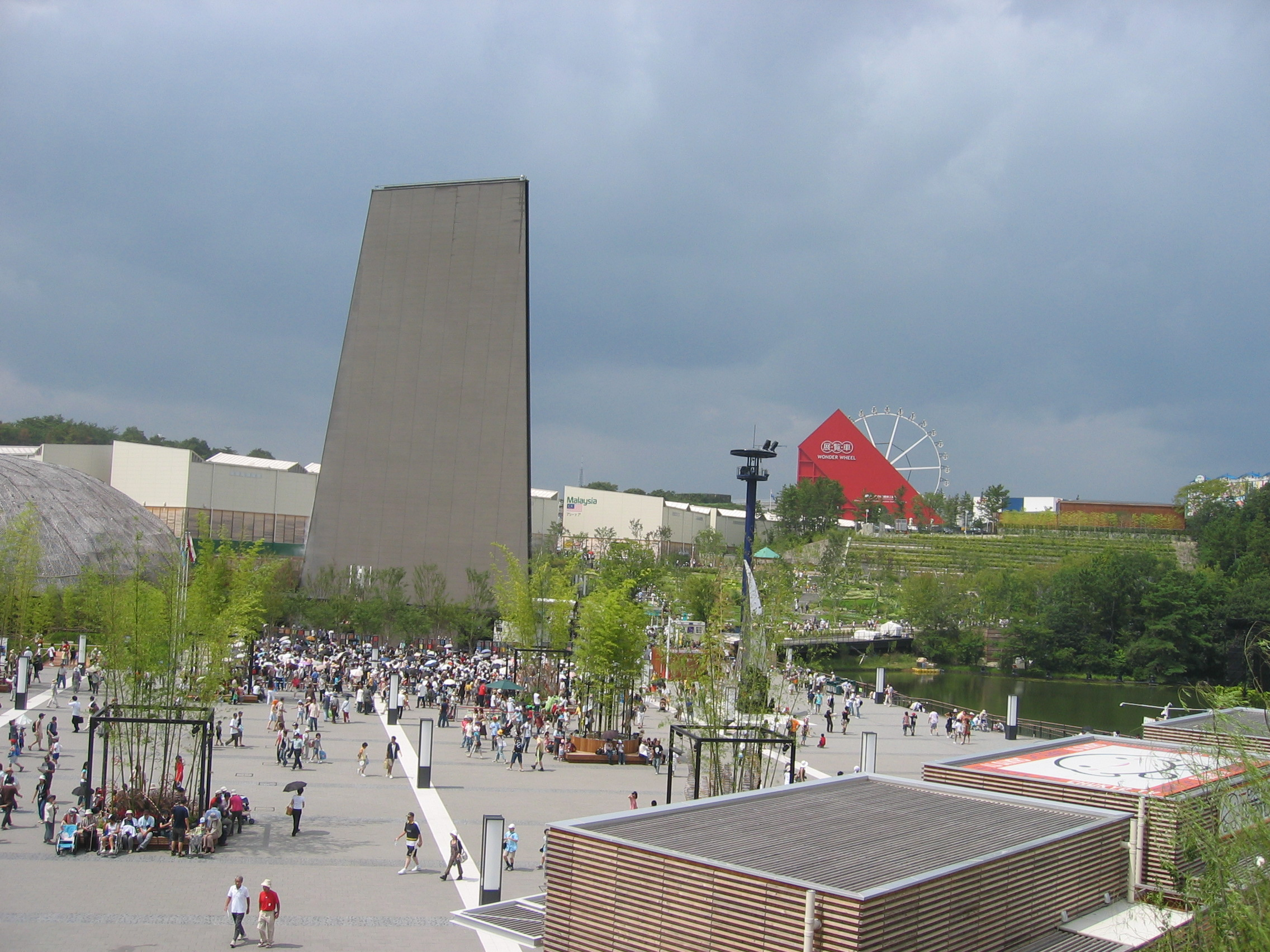
サテライトスタジオ付近

いずれもJST。最終回のみ9:55から10:55までの1時間スペシャルで放送。
- 月 - 木曜 10:48 - 11:19
- 金曜 10:25 - 10:55

## 出演者

### メインキャスター
- 神ひろし（当時中京テレビアナウンサー） - 月曜担当。
- 藤井利彦（中京テレビアナウンサー） - 火曜担当。
- 尾原秀三（当時中京テレビアナウンサー） - 水曜担当。
- 吉田太一（中京テレビアナウンサー） - 木曜担当。吉田が夏期休暇を取っている間は、佐藤啓が代理でキャスターを務めていた。
- 高橋重憲（当時中京テレビアナウンサー） - 金曜担当。

### サブキャスター
- 松岡陽子（中京テレビアナウンサー） - 全日出演。